# Campionati asiatici di badminton a squadre 2020
I Campionati asiatici di badminton a squadre 2020 si sono svolti a Manila, nelle Filippine. È stata la 3ª edizione del torneo, organizzato dalla Badminton Asia.

## Podi
| Evento           | Oro       | Argento       | Bronzo              |
| Torneo maschile  | Indonesia | Malaysia      | India Giappone      |
| Torneo femminile | Giappone  | Corea del Sud | Malaysia Thailandia |